# NGC 589
NGC 589 је лентикуларна галаксија у сазвежђу Кит која се налази на NGC листи објеката дубоког неба.
Деклинација објекта је - 12° 2' 32" а ректасцензија 1h 32m 39,9s. Привидна величина (магнитуда) објекта NGC 589 износи 14,1 а фотографска магнитуда 15,0. NGC 589 је још познат и под ознакама MCG -2-5-4, MK 999, NPM1G -12.0063, PGC 5758.